# 우쿄구
우쿄구(일본어: 右京区)는 일본 교토부 교토시를 구성하는 11개 구 중 하나이다. 교토시 서북부에 있으며, 옛 게이호쿠정 합병 후 교토시의 구 중에서 가장 큰 면적을 차지하게 되었다.
구 남부는 옛날에는 교토의 황족이나 문신의 별장이 곳곳에 있었지만 현재는 주로 주택지가 되어 있다. 구 서부와 북부는 산간지이며, 이전에는 야마구니향의 목재가 가쓰라가와강을 타고 하류의 사가·우메쓰 등에서 육지로 옮겨져 교토에 옮겨졌다.

## 지리
구 북부의 교호쿠는 전역이 단바 고원에 해당한다. 옛 게이호쿠정의 정사무소가 놓인 스야마와 우즈가 주된 분지이지만 그 외에는 산지로 이 분지를 잇듯이 가쓰라강이 흐른다.
구 남부는 북방의 산악부를 제외하고는 가쓰라강을 따라 있어 거의 평탄하다.
교호쿠는 편입 전부터 우쿄구와 스야마 가도(국도 162호)나 가쓰라가와강에 의해서 연결되고 있었다.

## 역사
- 1931년 4월 1일 - 가도노군의 1정 10촌이 교토시에 편입되어 우쿄구가 탄생하였다.
- 1976년 10월 1일 - 우쿄구에서 니시쿄구가 분구하였다.
- 2005년 4월 1일 - 기타쿠와다군 게이호쿠정을 편입하였다.

## 교통

### 철도
- 게이후쿠 전기 철도
  - 아라시야마 본선(일본어판)
    - (← 시모교구 시조오미야역) - 사이인역 - 니시오지산조역 - 야마노우치역 - 란덴텐진가와역 - 가이코노야시로역 - 우즈마사코류지역 - 가타비라노쓰지역 - 아리스가와역 - 구루마자키진자역 - 로쿠오인역 - 란덴사가역 - 아라시야마역

  - 기타노선(일본어판)
    - 가타비라노쓰지역 - 사쓰에이쇼마에역 - 도키와역 - 나루타키역 - 우타노역 - 오무로닌나지역 - 묘신지역 - 료안지역 - (기타구 도지인역 →)

- 서일본 여객철도
  - 산인 본선(사가노선)
    - (← 나카교구 엔마치역) - 하나조노역 - 우즈마사역 - 사가아라시야마역 - (가메오카시 호즈쿄역 →)

- 사가노 관광철도
  - 사가노 관광선
    - 도롯코 사가역(일본어판) - 도롯코 아라시야마역(일본어판)- (니시쿄구 도롯코 호즈교역(일본어판)→)

- 한큐 전철
  - 교토 본선
    - (← 니시쿄구 가쓰라역) - 니시쿄고쿠역 - 사이인역 - (나카교구 오미야역 →)

- 교토시 교통국(교토 시영 지하철)
  - 도자이선
    - 우즈마사텐진가와역 - (나카교구 니시오지오이케역 →)

### 도로
- 국도 제9호선
- 국도 제162호선 (일본)(일본어판)
- 국도 제477호선 (일본)(일본어판)